# Фейбенс (Техас)
Фейбенс (англ. Fabens) — переписна місцевість (CDP) в США, в окрузі Ель-Пасо штату Техас. Населення — 7498 осіб (2020).

## Географія
Фейбенс розташований за координатами 31°30′47″ пн. ш. 106°9′19″ зх. д. / 31.51306° пн. ш. 106.15528° зх. д. (31.513180, -106.155402).  За даними Бюро перепису населення США в 2010 році переписна місцевість мала площу 11,26 км², з яких 11,20 км² — суходіл та 0,06 км² — водойми.

## Демографія
Згідно з переписом 2010 року, у переписній місцевості мешкало 8257 осіб у 2320 домогосподарствах у складі 1948 родин. Густота населення становила 733 особи/км².  Було 2464 помешкання (219/км²).
Расовий склад населення:
| - 85,8 % — білих - 0,6 % — корінних американців - 0,4 % — чорних або афроамериканців - 0,3 % — азіатів - 11,3 % — осіб інших рас |

До двох чи більше рас належало 1,6 %. Частка іспаномовних становила 96,8 % від усіх жителів.
За віковим діапазоном населення розподілялося таким чином: 34,7 % — особи молодші 18 років, 55,7 % — особи у віці 18—64 років, 9,6 % — особи у віці 65 років та старші. Медіана віку мешканця становила 28,5 року. На 100 осіб жіночої статі у переписній місцевості припадало 89,4 чоловіків;  на 100 жінок у віці від 18 років та старших — 85,2 чоловіків також старших 18 років.
Середній дохід на одне домашнє господарство  становив 32 137 доларів США (медіана — 24 327), а середній дохід на одну сім'ю — 33 351 долар (медіана — 28 053). Медіана доходів становила 24 268 доларів для чоловіків та 21 740 доларів для жінок. За межею бідності перебувало 48,5 % осіб, у тому числі 64,5 % дітей у віці до 18 років та 29,4 % осіб у віці 65 років та старших.
Цивільне працевлаштоване населення становило 2527 осіб. Основні галузі зайнятості: освіта, охорона здоров'я та соціальна допомога — 23,6 %, роздрібна торгівля — 10,6 %, транспорт — 10,4 %.